# 福島幹線

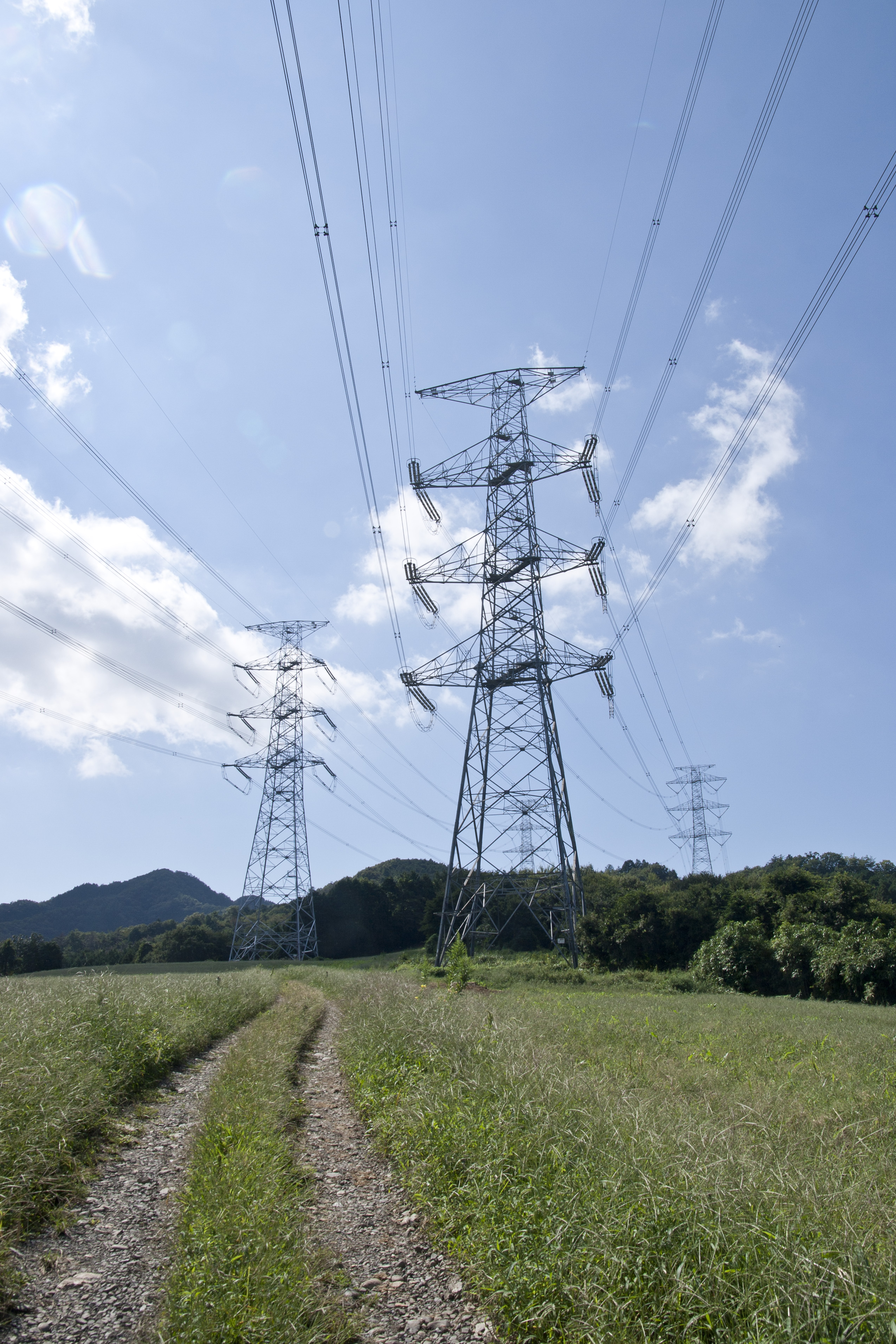
福島幹線(右)と福島東幹線(左)
（栃木県芳賀郡益子町）

福島幹線（ふくしまかんせん）は、東京電力が建設した基幹系統の一つである。亘長の大半は50万Vでの送電が可能なように設計された。福島第一原子力発電所で発電した電力を超高圧外輪線に連系して首都圏に送電し、また、東北電力との電力融通に資する事を目的にしている。

## 建設の経緯
福島第一原子力発電所1号機の建設を開始した際、当初工事用の電力は東北電力富岡変電所から6万6000V、4500kVAで供給を受けていた。しかしこれはあくまで工事用の小容量回線である。東京電力の管外、しかも従前に電源を設置したことの無い浜通りで発電所を建設したため、送電系統も新規に建設が必要であった。このため最初に着手された本格的な接続基幹系統が福島幹線である。
50万V送電の仕様が具体化したのは1960年代中盤のことだったが、当線が計画に加えられたのは1965年11月15日、東京電力で最初に建設された50万V基幹系統である房総線に次いで2番目のことで、計画時は福島原子力線とも呼ばれていた。電源である1号機の単機容量は最大でも46万kWに過ぎなかったが、電気出力について最終的な詰めを行う過程（詳細は福島第一原子力発電所1号機の建設）と同時期に公表されている。
本幹線の工事準備は房総線が完成した1966年の後半にはじめられた。経過地選定では人家の密集地はなるべく避け、地質や気象条件の他、景観保護の観点からも検討が加えられた。当初は航空写真、次いで現地調査を重ねて関係地主の了解を取り付けて行った。経過地選定後は鉄塔建設地の地質調査や資材搬入方法について検討が始まった。また、当時は50万V幹線の黎明期であり、山間部を通過するものは本幹線が初であったため、個々の材料試験、鉄塔強度試験、風洞実験、耐アーク試験なども並行して続けられた。このような準備を3年近く重ねた後、本幹線は着工に至っている。
建設に当たって1969年2月15日、福島幹線建設所を設置し、その後1969年3月に着工、全体区間を二期に区分して工事を実施、1970年3月31日に1回線、翌4月9日に1回線の官庁検査を終了し、どちらも即日で運転を開始している。送電開始当時の電圧は27万5000Vで、亘長約190kmの内約180kmについては同発電所の将来的な設備容量を考慮し、50万V送電を実施可能な設計とされた。経過地は殆ど標高200 - 800mの丘陵・山岳地帯である。なお、1969年度初めに行われた同建設所からの発表では、総工費は190億円であった。

## 設計

### 二段階昇圧
福島幹線の内、福島第一原子力発電所から新福島変電所設置予定地（当時双葉開閉所）までは27万5000Vの設備で建設され昇圧の対象とはなっていない。『動力』1971年7月号の川路恭郎（東京電力技術部系統計画課長）の投稿記事によると、この理由は当時の50万V系統建設の考え方にあった。海岸沿いに建設される発電所からの送電に際しては、下記の2点、
- 50万V系統の設備形成と電源開発時期相互の兼ね合い
- 臨海地域における耐塩害設計上の技術的問題

から内陸10km程までは27万5000Vで送電し、昇圧変電所を設置して50万Vに昇圧する2段階昇圧方式をとっていたのである。しかし、耐塩害設計の進歩によりこの方式は近い将来には発電所から直接50万Vで送電する形に改められ、同発電所関連でも後年5・6号機の送電用に建設された新双葉線ではそのようになった。『福島県史 第18巻』は技術的課題として電波障害、静電誘導、耐アーク性、絶縁設計等を挙げ単純な27万5000V設計の延長では不十分であり、実際の昇圧送電開始までにまだ未解決の事項が残っていたとしている。

### 保護継電
保護継電方式は従来標準的に使用されていた距離方向比較方式を止め、位相比較方式、マイクロ波信号伝送を採用し、トランジスタ化と装置の2系列化をはかった。距離方向比較方式の欠点として認識されたのは下記の事項である。
- 本幹線のように送電距離が長い場合、距離方向比較方式は原理的に誤動作の可能性がある
- 地絡事故時電磁誘導のための事故検出が困難となる
- 継電器シーケンスが複雑で、保守点検および整定の労力が大となる

これに対して位相比較方式の利点は下記のとおりである。
- 内部事故と外部事故の判定を誤ることが無い[注 4]
- リレー部構成が単純
- トランジスタの品質向上

なお、当初は距離方向比較と同じくキャリアリレーの信号は電力線搬送方式だったが、位相比較方式の特徴である情報量の多さに対応してマイクロ波伝送に切り替えた。

### 鉄塔工事方法
鉄塔は基礎コンクリートに埋め込まれた最下端の部材から1本ずつボルトで締結して組み立てられていった。平地での建設の場合、部材搬入はトラックで十分だが、山間での建設の場合には付近の道路から先は簡易索道やヘリコプターを使用しなければならなかった。ネックは地上である程度部材組立てを行って吊り上げ用デリックやクレーンなどで吊り上げる過程にあり、山間では大型のトラッククレーンは使用できず、デリック使用の場合も大型化するとそれ自体の搬入・設置に難がある事で、細かい部材に分けて吊り上げ、上部で取付作業を進めなければならないことだった。前田弘は「まだまだ改良の余地がたくさんあります」と述べている。鉄塔1基当たりの作業チーム編成は10 - 15人で、鉄塔の上で作業する者は5 - 6人、残りは地上での部材仕分け、吊り上げ時の合図などに従事した。1基の工期は熟練したチームで約20日、平均で約30日程度であったという。工事最盛期は1969年10 - 11月で、約110班、1300人が建設工事に従事していた。

## 竣工時の仕様

### 全般
- 区間
  - 自　福島原子力発電所（1970年当時、後に新福島変電所の開所で大熊線を分割）
  - 至　新古河開閉所
- 亘長：190.23km（500kV設計区間179.27km）
- 回線数：2
- 支持物：鉄塔462基
- 電線
  - ACSR610mm22導体（275kV設計区間）
  - ACSR410mm24導体（500kV設計区間）[注 5]
- 資材総量：約23万t[13]
  - 基礎コンクリート：約760003[14]
  - 内鉄塔材：2万8000t
  - 1塔当たり部材：基本部材約2000個（継板等を含めた場合約3000個）[13]
  - がいし：34万個（280mmボールソケット懸垂がいし、破断荷重21t）[14]
  - 電線：4320km
  - 架空地線：アルミ被覆鋼心アルミより線100mm2×2条（総延長380km）[14]
- 請負工事業者：本幹線の工事は上述のように2期計11の工区に分割されて発注された[15]。
  - 関電工、岳南組、愛工社、大高建設、東光電気工事、山加電業、共和建設、住友電気工業、大興電気、千代田工事、佐藤建設工業、古河電気工業、山陽電気工事、姫野組、弘電社、日本工営
- 延べ総作業人員：約70万人[13]
- 関係地主：約3700人[16]

### 第十工区の例
二期工事にて第十工区（川内村 - いわき市、No.45 - 83、鉄塔38基）を担当した関電工の場合、下記のような記録が残っている。
- 鉄塔[18]。
  - 重量：65t
  - 平均敷地面積：570m2
  - 高さ85m
- 工事日数：213日[注 6]
- 延べ工事車両数：約13000台
- 延べ人員：54000人
- ヘリ輸送
  - 使用機種：朝日ヘリコプターベル204B（ヘリポートは原、田代。最盛期は2機常駐）
  - 生コン空輸量：5000t
  - 鉄塔：1300t
  - 工具等：1800t

終点は当時第二東京開閉所と呼ばれ、昇圧後新古河変電所と改称された。バンク容量300万kVA、当初は先行して50万V送電線として建設されていた房総線の昇圧に合わせ、1972年6月より50万V変電所として開所の予定であったが、実際には同所は1973年5月に昇圧した。本幹線と房総線などが接続されるため、重要拠点として二ユニット形式を採用した。
福島幹線が開通したことで、建設所にて2万kVAの受電が可能となり、本格的なシーケンステスト、モーターテストを行う条件が整う手筈となっていた。

## 竣工後の変化
1972年度には新栃木変電所への引き込み線が追加工事された。
昇圧の予定は当初計画より変化が見られる。『動力』1971年7月号によると、双葉開閉所に設置される福島昇圧変電所（仮称）は1973年度から1974年度に建設を予定していた。『電気新聞』によると、1973年1月頃の予定では福島幹線の昇圧予定は1973年度末とされていた。1973年6月時点でも同年12月と明示されたが、新福島変電所に設置する単機容量100万kVAの変圧器の搬入が地元の原子力発電反対派に阻止されたため、最初の1基を搬入したのが1974年7月となり、昇圧工事は遅延した。
上述の事情から、1974年春の予定では1975年2月に延期された昇圧は、変圧器搬入開始後、社報『とうでん』1974年10月号では当線、および福島東幹線の50万V昇圧、及び上記新福島変電所の新設は1975年とされ、更に遅らされた。1975年に入ると新福島変電所の設備も据付工事が終わり50万V昇圧に向けた各種試験、通産省による官庁検査が進められていた。1975年4月下旬には送電を一旦停止し、ゴールデンウィークを利用して昇圧関連試験を実施した。主な試験内容は初加圧試験、変圧器励磁試験、変電所耐圧試験、リレー・遮断器の動作テストなどであった。そして、5月17日夕方、官庁検査を終了、50万Vでの送電を開始した。東京電力管内では房総線、新袖ヶ浦線に続く3番目、日本全国では4番目の運転開始であった。

## 備考
東京電力は1970年代後半、北部送変電建設所が担っていた山岳地での50万V送電線建設に際し、当面は当線などの建設経験をベースに、鉄塔高延長によるちょっとした地上高の確保を行うことで、延線時に導体を傷つけないようにしてしまえば良いと考えていた。それが山岳地の過酷な条件に比較し如何に甘い見通しであったかを知る者は、当線が竣工した段階では同社内には存在しなかった。